# بخش لیلونگوه
بخش لیلونگوه (انگلیسی: Lilongwe District) یکی از بخش‌های کشور مالاوی است.
این بخش ۶٬۱۵۹ کیلومتر مربع مساحت و ۱٬۳۴۶٬۳۶۰ نفر جمعیت دارد و مرکز آن شهر لیلونگوه می‌باشد.